# 日利纳大学
日利纳大学是位于斯洛伐克第四大城市日利纳的一所公立大学。

## 历史
1953年10月1日，铁路学院（College of Railways）在斯洛伐克村镇布拉格（Praha, Slovakia）成立。1959年，该机构更名为交通大学，并迁至日利纳。由于通信在大学课程和研究方向中的作用越来越大，1980年更名为交通与通信大学（University of Transport and Communications）。根据1996年11月20日斯洛伐克共和国全国委员会通过的法律，大学再次更名为日利纳大学。
日利纳大学是斯洛伐克共和国西北部地区的唯一一所大学，超过52,000名学生从大学毕业；其中1662人获得了博士学位。

## 院系
- 土木工程学院 （页面存档备份，存于）
- 管理科学学院[]
- 人文学院 （页面存档备份，存于）
- 交通经济学院 （页面存档备份，存于）